# Soccer Team
Soccer Team — американський рок-гурт з Вашингтона, округ Колумбія. Початковий склад гурту: Раян Нельсон (Ryan Nelson) (The Most Secret Method, Beauty Pill) і Мелісса Квінлі (Melissa Quinley).

## Історія
Раян Нельсон і Мелісса Квінлі познайомилися в 90-х, коли обидва працювали на знаменитому панк-лейблі Dischord Records, вони час від часу приїжджали до будинку Раяна на південному сході округу Колумбія, щоб записати музику на магнітофон, який здатен писати 4 доріжки, а згодом на магнітофон, яки здатен писати 8 доріжок, який Раян придбав у 2004 році.
Спочатку дует Soccer Team складався з Мелісси Квінлі (бас/вокал) та Раяна Нельсона (барабани/гітара/вокал).
Поступово була накопичена колекція з чотирнадцяти треків, яку дует випустив на Dischord Records як альбом «Volunteered» Civility & Professionalism у 2006 році. Після випуску альбому раптово з'явилися шанувальники гурту, які потребували живих концертів. І гурт Soccer Team був змушений вирушити в тур і зіграти кілька концертів. Включаючи спільний тур з гуртом Antelope у Північній Кароліні (North Carolina). Після концертів у 2006 році, дует створив демо-записи трьох треків, які лежатимуть бездіяльними протягом наступних чотирьох років. Оскільки Нельсон переїхав до штату Мічиган, щоб отримати вищу освіту. Весь цей час гурт Soccer Team здебільшого залишалися бездіяльним. Але У 2010 році, у нападі ностальгії, Раян приїхав до округу Колумбія і гурт, до якого приєднався чоловік Мелісси, записав сингл із трьох пісень (7" платівка) на Lovitt Records у 2011 році.
У 2012 році Нельсон, який також грає в гурті Beauty Pill, повернувся до округу Колумбія і знову зібрав команду, цього разу залучивши клавішника/гітариста Джейсона Хатто (The Aquarium, Warm Sun) і барабанщика Денніса Кейна (чоловіка Мелісси Квінлі). Цей склад випустив другий альбом гурту, Real Lessons In Cynicism, 27 жовтня 2015 року.

## Склад гурту
- Раян Нельсон (Ryan Nelson) — барабани/гітара/вокал,
- Мелісса Квінлі (Melissa Quinley) — бас/вокал,
- Денніс Кейн (Dennis Kane) — клавішні/гітара,
- Джейсона Хатто (Jason Hutto) — барабани.

## Дискографія
- soy tu papa pedro
- "Volunteered” Civility and Professionalism (2006, Dischord Records)[8]
- Real Lessons In Cynicism (2015, Dischord Records)[9]